# Webstandaarden
Webstandaarden zijn standaarden en technische specificaties die (normerings)aspecten van het wereldwijde web beschrijven. Webstandaarden worden veelal geassocieerd met de normering door het World Wide Web Consortium (W3C) maar er zijn meer organisaties die normen publiceren en vaststellen. Zoals de Internet Engineering Task Force (IETF) en de International Organization for Standardization (ISO).
Het W3C stelt zelf geen standaarden vast maar doet aanbevelingen die in de praktijk een gelijkwaardige status hebben.
Enkele organisaties die webstandaarden onderhouden zijn:
- het World Wide Web Consortium (W3C), een van de bekendste standaardorganisaties van het internet. Bekend van onder andere HTML, CSS, XML, HTTP en DOM;
- de Internet Engineering Task Force (IETF), een andere bekende organisatie die onder andere de standaarden onderhoudt van het TCP/IP-protocol en MIME;
- de International Organization for Standardization (ISO) heeft onder andere een internationale standaard voor HTML uitgebracht, ISO/IEC 15445;
- Ecma International, bekend van ECMA-262, beter bekend als JavaScript;
- het Unicode Consortium dat de tekstcoderingsstandaard UTF-8 en UTF-16 onderhoudt.

Webstandaarden hebben de afgelopen jaren veel aandacht genoten, doordat steeds meer mensen ervan overtuigd zijn dat websites de standaarden strikter moeten gaan volgen. De meeste websites voldoen namelijk niet aan deze standaarden en ook webbrowsers nemen de regels vaak niet in acht. Door webstandaarden te gebruiken is een website beter te bekijken op verschillende platformen en webbrowsers.